# ثاندر باي (أونتاريو)
ثاندر باي، أونتاريو (بالإنجليزية: Thunder Bay)‏ هي مدينة كندية تقع في مقاطعة أونتاريو. تبلغ مساحة هذه المدينة 328.4798 (كم²)، ويبلغ عدد سكانها 109140 نسمة حسب إحصاء سنة 2006 م، بينما كان يسكنها 109016 نسمة في سنة 2001 م. تحتل هذه المدينة المرتبة رقم 43 بين مدن كندا حسب عدد السكان والمرتبة رقم 22 في المقاطعة. نما عدد السكان في هذه المدينة بنسبة (0.1) بين العامين المذكورين.

## توأمة
لثاندر باي (أونتاريو) اتفاقيات توأمة مع كل من:
- كيلونغ
- ليتل كندا

## أعلام
- آرثر ناش
- ليه هنت
- ستيف كولينز
- والتر آصف
- تيد فريمان
- كيفن دوراند
- روي توماس
- ماري أفغيروبولوس
- مات موراي
- أليكس أولد

## وصلات خارجية
- الأطلس الحكومي لكندا
- إحصاءات كندا مع ساعة تعداد السكان